# Mateo Andrés Corbo Sottolano
Mateo Corbo és un exfutbolista uruguaià, nascut a Montevideo el 21 d'abril de 1976. Ocupava la posició de defensa.
Va iniciar-se al River Plate de Montevideo. Posteriorment ha competit a la lliga espanyola (Reial Oviedo), anglesa (Barnsley FC i Oxford United), paraguaia (Olimpia Asunción) i australiana (Newcastle United Jets).